# 福島国際研究教育機構
福島国際研究教育機構（ふくしまこくさいけんきゅうきょういくきこう、英語: The Fukushima institute for Research, Education and Innovation、略：F-REI、エフレイ）は、東北地方の復興や科学技術・産業競争力の強化のための「創造的復興の中核拠点」として日本国政府によって設立された特殊法人。福島県双葉郡浪江町に所在する。

## 概要
令和元年に開催された福島浜通り地域の国際教育研究拠点に関する有識者会議にて、当該地域での研究教育施設の設置が審議され、令和2年12月に復興会議で決定され、プロジェクト開始。令和5年4月1日に浪江駅近くのふれあいセンターなみえ内に本部が開設された。

### 主目的とテーマ
主目的
福島県浜通りにおける研究開発、産業化、人材育成
人材育成については、福島県内の大学や高専、高校と出張講義などを行っている。
研究テーマ
ロボット、農林水産業、エネルギー、放射線科学、原子力災害

### 根拠法・会議
- 福島復興再生特別措置法
- 福島浜通り地域の国際教育研究拠点に関する有識者会議

## 沿革
- 令和元年（2019年）7月29日、福島浜通り地域の国際教育研究拠点に関する有識者会議第1回開催
- 令和2年（2020年）12月18日、復興会議で設立が決定
- 令和5年（2023年）4月1日、浪江町に本部開設

## 機構関係者
理事長
- 山崎光悦（2023年4月1日－、金沢大学元学長）

理事
- 江村克己 － NECフェロー
- 木村直人 － 文部科学省審議官

執行役
- 坂内俊洋 － 復興庁参事官
- 大和田祐二 － 東北大学教授、学長特別補佐

監事
- 森下信 － 横浜国立大学名誉教授
- 中西友子 － 星薬科大学名誉教授

理事長特別顧問
- 南場智子 － DeNA会長
- 山下俊一 － 福島大学副学長

## 所在地
- 本部：福島県双葉郡浪江町大字権現堂字矢沢町6-1 ふれあいセンターなみえ内
- いわき出張所：福島県いわき市内郷綴町榎下46-2 いわき市内郷支所内[2]
- 研究分室：福島県立医科大学環境動態解析センター棟内

## 交通アクセス
常磐線浪江駅（東京駅より特急で3時間20分）より徒歩10分

## 連携機関・団体
自治体
- 福島県[3]
- いわき市[4]
- 浪江町[5]
- 南相馬市[6]

大学・機構等
- 国公立
  - 会津大学[7]
  - 東北大学[6]
  - 福島大学[8]
  - 福島県立医科大学[9]
  - 福島工業高等専門学校[10]
  - 筑波大学[11]
- 私立
  - 東日本国際大学[12]
- 機構
  - 国立環境研究所[13]
  - パシフィック・ノースウェスト国立研究所（英語版）[14]
  - 日本原子力研究開発機構[13]
  - 量子科学技術研究開発機構[15]

企業・団体等
- 東邦銀行[6]
- 福島イノベーション・コースト構想推進機構[3]

## 問題点
中央からの出向職員による現地採用職員、住民へのウエ目線
2023年4月、準備チームからの中央官庁出向職員組から、4月1日付採用の現地採用職員に対して敬語を使用をせず、また現地採用職員に対し「あごで使っていいから」とも指示。ある出向職員は「外で〝第一村人〟に挨拶されちゃった」などと部内で放言した。これについて総務部門は個人が特定される質問にはお答えできないなどと回答している。
認知度が低い
2023年6月に実施された第41回福島県民世論調査で当機構の認知度を福島県民に尋ねた結果、「名前は知っているが、内容はほとんど知らない」「名前も内容も知らない」との回答が合わせて76.2%に上った。